# Psychotria bontocensis
Psychotria bontocensis är en måreväxtart som beskrevs av Elmer Drew Merrill. Psychotria bontocensis ingår i släktet Psychotria och familjen måreväxter. Inga underarter finns listade i Catalogue of Life.